# Вартислав IV
Вартислав IV (около 11-27 мая 1291 — 31 июля/1 августа 1326) — князь Вольгастский (1309—1326), Слупско-Славенский (ок. 1313—1326) и Рюгенский (1325—1326).

## Биография
Представитель династии Грифичей. Единственный сын Богуслава IV, князя Померанского (1278—1295), Щецинского (1278—1295) и Вольгастского (1295—1326), и Маргариты Рюгенской, дочери князя Вислава II.
С 1302 года Вартислав принимал участие в управлении отцовским княжеством, в 1307 году стал соправителем своего отца. В 1309 году после смерти отца унаследовал Вольгастское княжество. Его резиденция находилась в Таглиме (сегодня — Анклам), а затем в Бялогарде. В 1310 году основал город Нойштеттин (сегодня — Щецинек).
Примерно в 1316 году Вартислав стал князем Слупска и Славно. В 1325 году после угасания династия князей Рюгена Вартислав Вольгастский принял титул князя Рюгенского.
В 1317 году маркграф Вальдемар Бранденбургский передал князю Вартиславу районы Слупска и Славно. В 1321 году он подарил Леборско-Бытувскую землю своему маршалу Геннингу Бехру.
В 1320-х годах во время бунта жителей Щецина против власти своего князя Оттона I, который по договору 1295 года решил перейти под юрисдикцию Вартислава IV. В 1319 году Оттон назначил Вартислава Вольгасткого опекуном своего малолетнего сына Барнима III.
18 июня 1325 года Вартислав IV вместе с Оттоном I и его сыном Барнимом III заключил союз с королём Польши Владиславом Локетеком против Бранденбургского маркграфства и Тевтонского ордена.
В ночь с 31 июля на 1 августа 1326 года в Штральзунде Вартислав IV скончался. По  воле покойного он был похоронен в Конкатадре Святого Иоанна Крестителя в Камне-Поморском перед великим алтарем. После смерти Вартислава регентшей при его малолетних наследниках стала вдова Эльжбета. В 1343 года Эльжбета подтвердила мирное соглашение с Польским королевством.

## Семья и дети
Его женой была Эльжбета, дочь графа Ульриха I фон Линдов-Руппин. По данным польского историка Эдварда Римара, Эльжбета (Елизавета) была дочерью маркграфа Бранденбурга Германа III Высокого и Анны Габсбургской. Супруги имели трёх сыновей:
- Богуслав V (Великий) (ок. 1317/1318 — 1374), герцог Вольгастско-Рюгенский и Слупский
- Барним IV Добрый (ок. 1319/1920 — 1365) — герцог Вольгастско-Рюгенский
- Вартислав V (ок. 1326—1390) — герцог Вольгастско-Рюгенский и Щецинецкий